# Paus (titel)
De term "paus" is een eretitel toegekend aan bepaalde hoogwaardigheidsbekleders van christelijke kerken, waarvan het gebruik sinds de 3e eeuw is geattesteerd.
Tijdens de late oudheid en de late middeleeuwen werd deze term van liefdevolle verering, die oorspronkelijk van toepassing was op elk lid van de geestelijkheid, geleidelijk gereserveerd voor hooggeplaatste personen, meestal aan het hoofd van belangrijke patriarchaten of bisdommen zoals die van Alexandrië en Carthago of zelfs aan bepaalde bisschoppen van Italië, met name het Bisdom Rome, dat geleidelijk aan het exclusieve gebruik van de titel opeiste en zo vanaf de 9e eeuw het exclusieve voorrecht heeft op deze titulatuur in het westen.
Hoewel het geen officiële denominatie is, is de term de meest gebruikte benaming geworden voor de bisschop van Rome ("de Paus"), het hoofd van de Rooms-Katholieke Kerk. De titel blijft ook in gebruik voor de primaten van het Grieks-orthodox patriarchaat van Alexandrië en de Koptisch-Orthodoxe Kerk.

## Etymologie
Het Nederlandse woord "paus" werd in het Middelnederlands gespeld als "paues", "pauwes" en "paves" en werd toen nog met twee lettergrepen uitgesproken. Aan het eind van de Middelnederlandse perioden verzwakten onbeklemtoonde lettergrepen en verdween de intervocalische -v-, waardoor "paves" veranderde in "paus". Het woord werd ontleend aan een Romaanse nevenvorm *pābes, van het Kerklatijnse papa dat zelf is afgeleid van het Oudgrieks πάπας (papas), een late vorm van het woord πάππα (pappa), een informele en aanhankelijke term van kinderlijk taalgebruik die de vader aanduidt ("papa"). Dit teken van liefdevolle verering, dat al aanwezig is rond de tijd van Homerus, wordt in het oosterse christendom gebruikt om de "vaders" van de gemeenschap zoals episcopen en daarna bisschoppen te vereren.
Vandaag de dag gebruiken de Grieken nog steeds de term Pappas (Grieks: παππαζ) voor priesters van de Grieks-Orthodoxe Kerk, maar in de klassieke betekenis van "vader", gelijk aan de titel die aan priesters in de Latijnse kerk wordt gegeven. Ook in de Slavische talen van veel Oosters-orthodoxe landen gebruikt men de term Pope (поп, піп; pop) om priesters aan te duiden, waaronder in het Russisch, Oekraïens, Servisch, en Bulgaars. Ook in het Roemeens heeft popă de betekenis van priester.

## Geschiedenis

### Eerste toepassingen

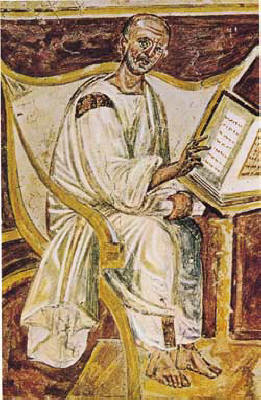
Augustinus, bisschop van Hippo, fresco uit het midden van de 6e eeuw, Rome, Lateraans Paleis.

De titel verscheen al erg vroeg in de eerste oosterse christelijke gemeenschappen waar het zonder onderscheid kon worden toegepast op elk lid van de geestelijkheid en vervolgens vanaf de 3e eeuw werd overgenomen in het Westen. De titel werd veel gebruikt tijdens de eerste eeuwen van de christelijke geschiedenis. Een eerste literaire getuigenis van de titel vinden we in het werk De Passie van de heiligen Perpetua en Felicitas, die verhaalt over het martelaarschap van jonge Carthaagse catechumenen, uitgevoerd rond de eeuwwisseling van de 2e eeuw: deze spreken Optatus, de bisschop van Carthago, aan als hun "papa noster".
Geleidelijk aan werd de titel gereserveerd voor lokale bisschoppen, hij werd bijvoorbeeld toegepast op Cyprianus van Carthago (~200-258) evenals Damasus van Rome (305-384) of Augustinus van Hippo (354-430). Als Cyprianus de term niet op zichzelf toepast, wordt dat vermeld in de correspondentie die hij van zijn Romeinse gesprekspartners ontvangt; evenzo getuigt het gebruik van de term "papa" door een proconsul jegens Cyprianus tijdens een verhoor dat, als het nog niet officieel is, de titulatuur vanaf dat moment weer in gebruik is.

### Alexandrië
In de Romeinse provincie Egypte, wordt de titel vanaf het midden van de 3e eeuw regelmatig toegeschreven aan de patriarch van Alexandrië Heraclas († 248) : zijn opvolger Dionysius van Alexandrië noemt de "gezegende paus Heracles, een benaming die ook met betrekking tot hem werd gebruikt door Eusebius van Caesarea. Evenzo spreken Arius en Athanasius, strijdend om de opvolging van Alexander van Alexandrië op de bisschoppelijke troon van de Egyptische stad, hem beiden aan als "paus". Aldus getuigt het gebruik van de term vijftig jaar voordat de eerste getuigenis van de term van toepassing was op de bisschop van Rome van het prestige van de Alexandrijnse zetel in die tijd.
Paus Theodosius I (535-567) was de laatste patriarch die leiding gaf aan de Koptische en Orthodoxe kerken van Alexandrië, wiens verdeling van de gemeenschap na theologische geschillen leidde tot afzonderlijke kerken. Zijn opvolgers, respectievelijk als hoofden van de Koptisch-Orthodoxe Kerk en het Grieks-orthodox patriarchaat van Alexandrië, behouden elk nog de titel.

### Rome

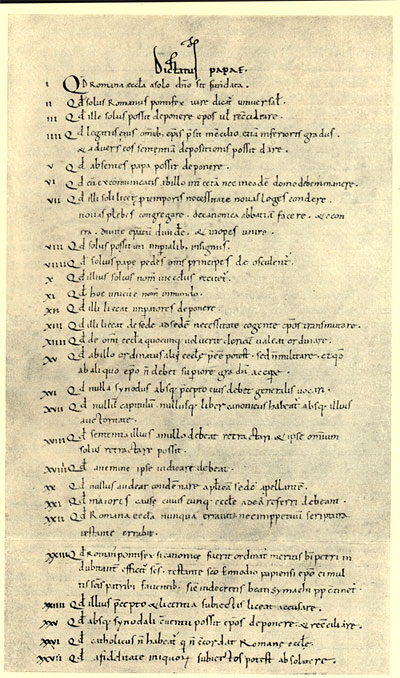
Dictatus papae, Vaticaanse archieven

De vroegste epigrafische getuigenis met betrekking tot de bisschop van Rome bevindt zich in de catacombe van Sint-Calixtus, op het cubiculum van een diaken genaamd Severus over bisschop Marcellinus (296-304): jussu pp [papae] sui Marcellini. Daarna werd de afkorting van "papa" naar "PP" wijdverbreid, vooral in de pauselijke handtekening. De titel wordt dan gebruikelijk in de titulatuur van de bisschop van Rome vanaf het einde van de 4e eeuw, maar de adressering  "Papa urbis Romae (aeternae) "(Paus van de (eeuwige) stad Rome"), toont aan dat de term nog algemeen gebruikt wordt voor alle bisschoppen.
In de zesde eeuw wordt de titel paus gebruikt door de kanselarij van Constantinopel om de Romeinse bisschop aan te spreken, een titel die zijn opvolgers vanaf de 8e eeuw gebruiken om zonder specificatie naar henzelf te verwijzen. In 998 beval de Raad van Pavia aartsbisschop Arnulf II van Milaan afstand te doen van de titel, die sinds het einde van de 9e eeuw was gereserveerd tot de primaat van Rome —quod hoc unicum est in mundi - ("omdat het uniek is in de wereld") — naar aanleiding van de Dictatus papae van Gregorius VII.

## Hedendaagse pausen
Vandaag de dag dragen drie christelijke persoonlijkheden dragen de titel van "paus":
- De bisschop van Rome, voor wie dit de meest gebruikelijke benaming is, hoewel de titel niet tot een van de acht elementen van zijn officiële titulatuur behoort. De huidige titelhouder is Leo XIV.
- De Koptische Patriarch van Alexandrië, wiens titel is "Paus van Alexandrië en patriarch van de prediking van Sint-Marcus en heel Afrika" en zijn hoofdkantoor heeft in Caïro.[21] De huidige houder is Theodorus II (of Tawadros II).
- De Orthodoxe Patriarch van Alexandrië, wiens titel is "Paus en patriarch van Alexandrië en heel Afrika" en zijn hoofdkantoor heeft in Alexandrië.[21] De huidige houder is Theodorus II (of Theodoros II).

baljuw · baron · dictator · doge · emir · farao · graaf · groothertog · grootvizier · grootvorst · heer · hertog · jonker · kalief · kan · keizer · koning · landgraaf · landsheer · landvoogd · maharadja · markies · monarch · paltsgraaf · paus · president · prins-bisschop · regent · sjah · sjeik · staatshoofd · sultan · tenno · tsaar · vizier · vorst · vorst-aartsbisschop